# Сверхрешётка

Сверхрешётка GaAs/AlAs и профиль дна зоны проводимости и потолка валентной зоны перпендикулярно слоям сверхрешётки. — ширины запрещённой зоны разных полупроводников.

Сверхрешётка — в физике полупроводников — твердотельная структура, в которой помимо периодического потенциала кристаллической решётки имеется дополнительный периодический потенциал, период которого существенно превышает постоянную решётки.

## Виды сверхрешёток
Различают следующие виды сверхрешёток:
- Композиционные сверхрешётки — эпитаксиально выращенные периодически чередующиеся тонкие слои полупроводников с различной шириной запрещённой зоны[2].
- Легированные сверхрешётки — периодический потенциал образуется путём чередования ультратонких слоёв n- и p-типов полупроводника, которые отделяются друг от друга нелегированными слоями[3].
- Спиновы́е сверхрешётки — образованные периодическим чередованием слоёв одного и того же полупроводника. Одни слои легируются немагнитными примесями, а другие — магнитными. Без магнитного поля энергетическая щель во всей сверхрешётке постоянна, периодический потенциал возникает при наложении магнитного поля[4].
- Сверхрешётки, сформированные в двумерном электронном слое (например в системе МДП: металл-диэлектрик-полупроводник) путём периодической модуляции плоскости поверхностного заряда.
- Сверхрешётки, потенциал в которых создаётся периодической деформацией образца в поле мощной ультразвуковой или стоячей световой волны.

Наряду со сверхрешётками из полупроводников, существуют также магнитные сверхрешётки и сегнетоэлектрические сверхрешётки.
Первооткрывателями твердотельных полупроводниковых сверхрешёток являются Тсу и Эсаки.
Первооткрывателями магнитных Fe/Cr сверхрешёток являются А. Ферт и П. Грюнберг (Нобелевская премия по физике 2007) .

## Применение
В микроэлектронике сверхрешётки применяются для создания генераторных, усилительных и преобразовательных устройств в милли- и субмиллиметровом диапазоне волн. Переход к использованию элементов микроэлектроники на основе сверхрешёток необходим при размерах элементов менее 0,3 мкм, когда традиционные транзисторные структуры окажутся неработоспособными из-за фундаментальных физических ограничений
Примеры применения магнитных сверхрешёток: магниторезистивная оперативная память, спиновый вентиль, туннельное магнитосопротивление (см. Спинтроника).